# Premio Kyoto en Tecnología Avanzada
El Premio Kyoto en Tecnología Avanzada lo otorga una vez al año la Fundación Inamori. El Premio es una de las tres categorías del Premio Kyoto; los otros son el Premio Kyoto de Ciencias Básicas y el Premio Kyoto de Artes y Filosofía. El primer Premio Kyoto en Tecnología Avanzada fue otorgado a Rudolf E. Kálmán, el "creador de la teoría moderna de sistemas y control".  El Premio es ampliamente considerado como el premio más prestigioso disponible en campos que tradicionalmente no reciben un Premio Nobel.  

## Campos
El Premio Kioto de Tecnología Avanzada se concede por rotación a investigadores de los cuatro campos siguientes:
- Electrónica
- Biotecnología y tecnología médica
- Ciencia e Ingeniería de los Materiales
- Ciencias de la Información

## Laureados
Fuente: Premio Kioto

### Electrónica
| Año  | Laureado | Laureado                 | País                     | País      | |
| ---- | -------- | ------------------------ | ------------------------ | --------- | --- |
| 1985 |          | Rudolf Emil Kálmán       | Hungría / Estados Unidos | 1930–2016 | Establecimiento de la teoría de control moderna basada en el enfoque del espacio de estados                                                                           |
| 1989 |          | Amos E. Joel, Jr.        | Estados Unidos           | 1918–2008 | Contribución pionera a la tecnología de conmutación electrónica para telecomunicaciones, especialmente la basada en el concepto de "control de programa almacenado"." |
| 1993 |          | Jack St. Clair Kilby     | Estados Unidos           | 1923–2005 | Creación del concepto de circuito integrado semiconductor monolítico y su demostración                                                                                |
| 1997 |          | Stanley Mazor            | Estados Unidos           | born 1941 | Desarrollo del primer microprocesador del mundo |
| 1997 |          | Marcian Edward Hoff Jr.  | Estados Unidos           | born 1937 | Desarrollo del primer microprocesador del mundo |
| 1997 |          | Federico Faggin          | Italia                   | born 1941 | Desarrollo del primer microprocesador del mundo |
| 1997 |          | Masatoshi Shima          | Japón                    | born 1943 | Desarrollo del primer microprocesador del mundo |
| 2001 |          | Morton B. Panish         | Estados Unidos           | born 1929 | Un paso pionero en el desarrollo de la optoelectrónica gracias al éxito del funcionamiento continuo de láseres semiconductores a temperatura ambiente                 |
| 2001 |          | Izuo Hayashi             | Japón                    | 1922–2005 | Un paso pionero en el desarrollo de la optoelectrónica gracias al éxito del funcionamiento continuo de láseres semiconductores a temperatura ambiente                 |
| 2001 |          | Zhores Ivanovich Alferov | Rusia                    | 1930–2019 | Un paso pionero en el desarrollo de la optoelectrónica gracias al éxito del funcionamiento continuo de láseres semiconductores a temperatura ambiente                 |
| 2005 |          | George H. Heilmeier      | Estados Unidos           | 1936–2014 | Contribuciones pioneras a la realización de pantallas planas con cristales líquidos                                                                                   |
| 2009 |          | Isamu Akasaki            | Japón                    | born 1929 | Trabajo pionero sobre las uniones p-n de nitruro de galio y contribuciones conexas al desarrollo de dispositivos emisores de luz azul                                 |
| 2013 |          | Robert H. Dennard        | Estados Unidos           | born 1932 | Invención de la memoria dinámica de acceso aleatorio y propuesta de directrices para la miniaturización de los FET                                                    |
| 2017 |          | Takashi Mimura           | Japón                    | born 1944 | Invención del transistor de alta movilidad de electrones (HEMT) y su desarrollo para el progreso de la tecnología de la información y las comunicaciones              |
| 2022 |          | Carver Mead              | Estados Unidos           | born 1934 | Principales contribuciones al establecimiento de los principios rectores del diseño de sistemas VLSI.                                                                 |

### Biotecnología y tecnología médica.
| Año  | Laureado | Laureado                 | País           | País      | |
| ---- | -------- | ------------------------ | -------------- | --------- | --- |
| 1986 |          | Nicole Marthe Le Douarin | Francia        | born 1930 | Contribución destacada a la embriología mediante el desarrollo de la tecnología para fabricar quimeras de pollo y codorniz |
| 1990 |          | Sydney Brenner           | Reino Unido    | 1927–2019 | Contribución pionera a la biología molecular mediante la demostración del ARN mensajero y el establecimiento de C. Elegans como sistema experimental para la biología del desarrollo                                                          |
| 1994 |          | Paul Christian Lauterbur | Estados Unidos | 1929–2007 | Propuesta de los principios básicos y contribución destacada al desarrollo de la IRM que confiere un gran beneficio a la medicina clínica |
| 1998 |          | Kurt Wüthrich            | Suiza          | born 1938 | Contribución destacada a la biología mediante la ampliación de la espectroscopia de resonancia magnética nuclear (RMN) a los análisis estructurales de macromoléculas biológicas en solución acuosa, un entorno similar al de la célula viva. |
| 2002 |          | Leroy Edward Hood        | Estados Unidos | born 1938 | Contribución a las ciencias de la vida mediante la automatización de la secuenciación y síntesis de proteínas y ADN. |
| 2006 |          | Leonard Herzenberg       | Estados Unidos | 1931–2013 | Destacada contribución a las ciencias de la vida con el desarrollo de un citómetro de flujo que utiliza anticuerpos monoclonales marcados con fluorescencia.                                                                                  |
| 2010 |          | Shinya Yamanaka          | Japón          | born 1962 | Desarrollo de tecnología para generar células madre pluripotentes inducidas (iPS) |
| 2014 |          | Robert S. Langer         | Estados Unidos | born 1948 | Creación de tecnologías de ingeniería tisular y sistemas de administración de fármacos |
| 2018 |          | Karl Deisseroth          | Estados Unidos | born 1971 | Descubrimiento de la optogenética y desarrollo de la neurociencia de sistemas causales |
| 2023 |          | Ryuzo Yanagimachi        | Estados Unidos | born 1928 | Contribuciones a la elucidación de los mecanismos de fecundación y al establecimiento de la tecnología de microinseminación |

### Ciencia e Ingeniería de los Materiales
| Año  | Laureado | Laureado                     | País                 | País      | |
| ---- | -------- | ---------------------------- | -------------------- | --------- | --- |
| 1987 |          | Morris Cohen                 | Estados Unidos       | 1911–2005 | Contribución fundamental al desarrollo de nuevos materiales basada en la creación de conocimientos amplios y básicos sobre la transformación de fases metálicas y la relación estructura-propiedades. |
| 1991 |          | Michael Szwarc               | Estados Unidos       | 1909–2000 | Contribución pionera a la investigación y el desarrollo de materiales poliméricos al descubrir la "polimerización viva"                                                                               |
| 1995 |          | George William Gray          | Reino Unido          | 1926–2013 | Contribución fundamental a la investigación y el desarrollo de materiales de cristal líquido mediante el establecimiento de métodos prácticos de diseño molecular                                     |
| 1999 |          | W. David Kingery             | Estados Unidos       | 1926–2000 | Contribución fundamental al desarrollo de la ciencia y la tecnología de la cerámica basada en la teoría fisicoquímica                                                                                 |
| 2003 |          | George McClelland Whitesides | Estados Unidos       | born 1939 | Contribuciones a la ciencia de los nanomateriales mediante el desarrollo de la técnica de autoensamblaje molecular orgánico                                                                           |
| 2007 |          | de                           | Japón                | 1927–2014 | Contribuciones pioneras y fundamentales a la electrónica molecular orgánica |
| 2011 |          | John Werner Cahn             | Estados Unidos       | 1928–2016 | Destacada contribución a la ingeniería de materiales de aleación mediante el establecimiento de la teoría de la descomposición espinodal                                                              |
| 2015 |          | de                           | Japón                | born 1936 | Contribuciones pioneras a las ciencias de los materiales al descubrir las membranas bicapa sintéticas y crear el campo de la química basada en el autoensamblaje molecular                            |
| 2019 |          | Ching W. Tang                | China Estados Unidos | born 1947 | Contribuciones pioneras al nacimiento de los diodos orgánicos emisores de luz de alta eficiencia y sus aplicaciones.                                                                                  |

### Ciencias de la Información
| Año  | Laureado                              | Laureado                              | País                                  | País                                  | |
| ---- | ------------------------------------- | ------------------------------------- | ------------------------------------- | ------------------------------------- | --- |
| 1988 |                                       | John McCarthy                         | Estados Unidos                        | 1927–2011                             | Contribución fundamental al campo de la inteligencia artificial e invención del lenguaje de programación LISP                                                                 |
| 1992 |                                       | Maurice Vincent Wilkes                | Reino Unido                           | 1913–2010                             | Construcción y diseño del primer ordenador práctico con programa almacenado y estudios pioneros de arquitectura de ordenadores                                                |
| 1996 |                                       | Donald Ervin Knuth                    | Estados Unidos                        | born 1938                             | Contribución destacada a diversos campos de la informática, desde el arte de la programación informática hasta el desarrollo de herramientas de edición electrónica de época. |
| 2000 |                                       | Antony Hoare                          | Reino Unido                           | born 1934                             | Contribuciones pioneras y fundamentales al progreso de la ciencia del software                                                                                                |
| 2004 |                                       | Alan Curtis Kay                       | Estados Unidos                        | born 1940                             | Creación del concepto de informática personal moderna y contribución a su realización                                                                                         |
| 2008 |                                       | Richard M. Karp                       | Estados Unidos                        | born 1935                             | Contribuciones fundamentales al desarrollo de la teoría de la complejidad computacional                                                                                       |
| 2012 |                                       | Ivan Edward Sutherland                | Estados Unidos                        | born 1938                             | Logros pioneros en el desarrollo de gráficos por ordenador e interfaces interactivas                                                                                          |
| 2016 |                                       | Takeo Kanade                          | Japón                                 | born 1945                             | Contribuciones pioneras, tanto teóricas como prácticas, a la visión por ordenador y la robótica                                                                               |
| 2020 | No award because of COVID-19 pandemic | No award because of COVID-19 pandemic | No award because of COVID-19 pandemic | No award because of COVID-19 pandemic | No award because of COVID-19 pandemic |
| 2021 |                                       | Andrew Chi-Chih Yao                   | China                                 | born 1946                             | Contribuciones pioneras a una nueva teoría de la computación y la comunicación y a una teoría fundamental para su seguridad.                                                  |